# Lijst van rijksmonumenten aan de Rechtboomssloot
Een overzicht van de 26 rijksmonumenten aan de Rechtboomssloot in Amsterdam.
| Object                                                                                            | Oorspronkelijke functie? | Bouwjaar               | Architect                 | Locatie                    | Coördinaten?                  | Nr.?   | Afbeelding                                                |
| ------------------------------------------------------------------------------------------------- | ------------------------ | ---------------------- | ------------------------- | -------------------------- | ----------------------------- | ------ | --------------------------------------------------------- |
| Achterste deel van Geldersekade 107                                                               | Gebouw                   |                        |                           | Recht Boomssloot 1         | 52° 22' 24" NB, 4° 54' 6" OL  | 640    | Upload foto                                               |
| Huis vanwege de natuurstenen onderdelen van de gevelhals en de twee oeils-de boeuf                | Gebouw                   | 17e eeuw (ankers)      |                           | Recht Boomssloot 9         | 52° 22' 24" NB, 4° 54' 7" OL  | 641    | Meer afbeeldingen                                         |
| Pand met gevel onder rechte lijst                                                                 | Gebouw                   | 1726                   |                           | Recht Boomssloot 33A       | 52° 22' 22" NB, 4° 54' 9" OL  | 643    | Pand met gevel onder rechte lijst                         |
| Pakhuis met puntgevel onder halsje en fronton                                                     | Gebouw                   | 18e eeuw               |                           | Recht Boomssloot 37A       | 52° 22' 22" NB, 4° 54' 9" OL  | 644    | Pakhuis met puntgevel onder halsje en fronton             |
| Huis, vanwege de natuurstenen onderdelen van de gevelhals                                         | Woonhuis                 | midden 18e eeuw        |                           | Recht Boomssloot 39        | 52° 22' 22" NB, 4° 54' 10" OL | 645    | Huis, vanwege de natuurstenen onderdelen van de gevelhals |
| Huis vanwege onderdelen van de gevelhals                                                          | Woonhuis                 | 17e-18e eeuw           |                           | Recht Boomssloot 41        | 52° 22' 22" NB, 4° 54' 10" OL | 646    | Huis vanwege onderdelen van de gevelhals                  |
| Pakhuis met woonhuisgedeelte                                                                      | Gebouw                   | 17e/18e eeuw           |                           | Recht Boomssloot 47        | 52° 22' 22" NB, 4° 54' 10" OL | 647    | Meer afbeeldingen                                         |
| Pand, vanwege de natuurstenen onderdelen van de gevelhals                                         | Gebouw                   | tweede kwart 18e eeuw  |                           | Recht Boomssloot 49        | 52° 22' 21" NB, 4° 54' 11" OL | 648    | Meer afbeeldingen                                         |
| Pand met ingezwenkte halsgevel met gelobde afdekking                                              | Gebouw                   | ca. 1750               |                           | Recht Boomssloot 51A       | 52° 22' 21" NB, 4° 54' 11" OL | 649    | Meer afbeeldingen                                         |
| Huis met gevel op houten pui en onder rechte lijst                                                | Gebouw                   | 17e/18e/19e eeuw       |                           | Recht Boomssloot 53        | 52° 22' 21" NB, 4° 54' 11" OL | 650    | Meer afbeeldingen                                         |
| Pand op houten pui en onder klokvormige top met rollagen                                          | Gebouw                   | 17e/18e eeuw           |                           | Recht Boomssloot 55        | 52° 22' 21" NB, 4° 54' 11" OL | 651    | Meer afbeeldingen                                         |
| Huis met gevel op houten pui, de tweede verdieping later vernieuwd en onder rechte lijst gebracht | Gebouw                   | 17e eeuw (kern)        |                           | Recht Boomssloot 57        | 52° 22' 21" NB, 4° 54' 12" OL | 652    | Meer afbeeldingen                                         |
| Pand, vanwege de natuurstenen onderdelen van de gevelhals                                         | Gebouw                   | eerste kwart 18e eeuw  |                           | Recht Boomssloot 59        | 52° 22' 21" NB, 4° 54' 12" OL | 653    | Meer afbeeldingen                                         |
| Pand met halsgevel met lisenen                                                                    | Gebouw                   | 1645                   |                           | Recht Boomssloot 61        | 52° 22' 21" NB, 4° 54' 12" OL | 654    | Meer afbeeldingen                                         |
| Stoomdiamantslijperij                                                                             | Nijverheid               | 1889                   | Cornelis Antonius Bombach | Recht Boomssloot 14A t/m E | 52° 22' 23" NB, 4° 54' 6" OL  | 518413 | Meer afbeeldingen                                         |
| Pakhuis met vijf verdiepingen onder zadeldak                                                      | Gebouw                   | 1861                   |                           | Recht Boomssloot 28A t/m G | 52° 22' 21" NB, 4° 54' 8" OL  | 655    | Pakhuis met vijf verdiepingen onder zadeldak              |
| Hoekhuis met gevel met afgeschuinde hoektravee en rechte omlopende lijst                          | Gebouw                   | laatste kwart 18e eeuw |                           | Recht Boomssloot 36A       | 52° 22' 20" NB, 4° 54' 11" OL | 656    | Meer afbeeldingen                                         |
| Pand met ingezwenkte halsgevel met enige versiering aan de houten pui                             | Gebouw                   | derde kwart 18e eeuw   |                           | Recht Boomssloot 38A       | 52° 22' 20" NB, 4° 54' 11" OL | 657    | Meer afbeeldingen                                         |
| Pand met gevel onder gelobde lijstvormige houten top met gesneden luikomlijsting                  | Gebouw                   | tegen 1750             |                           | Recht Boomssloot 40A       | 52° 22' 20" NB, 4° 54' 11" OL | 658    | Meer afbeeldingen                                         |
| Pakhuis met vrij gave puntgevel                                                                   | Gebouw                   | tweede helft 17e eeuw  |                           | Recht Boomssloot 42        | 52° 22' 20" NB, 4° 54' 11" OL | 659    | Meer afbeeldingen                                         |
| Pakhuis met puntgevel                                                                             | Gebouw                   | 18e eeuw               |                           | Recht Boomssloot 44A       | 52° 22' 20" NB, 4° 54' 11" OL | 660    | Meer afbeeldingen                                         |
| Pakhuis met puntgevel                                                                             | Gebouw                   | 18e eeuw               |                           | Recht Boomssloot 46A       | 52° 22' 20" NB, 4° 54' 12" OL | 661    | Meer afbeeldingen                                         |
| Pakhuis met puntgevel                                                                             | Gebouw                   | 18e eeuw               |                           | Recht Boomssloot 48A       | 52° 22' 20" NB, 4° 54' 12" OL | 662    | Meer afbeeldingen                                         |
| Jan de Liefdeschool                                                                               | Onderwijs en wetenschap  | 1929-1930              |                           | Recht Boomssloot 52        | 52° 22' 19" NB, 4° 54' 13" OL | 518414 | Jan de Liefdeschool                                       |
| D'Wolbaal                                                                                         | Gebouw                   | laat 17e eeuw          |                           | Recht Boomssloot 82        | 52° 22' 18" NB, 4° 54' 14" OL | 663    | Upload foto                                               |
| Dwarshuisje met overblijfsels van een houtskelet en een gevel onder rechte lijst                  | Gebouw                   | 17e/19e eeuw           |                           | Recht Boomssloot 92        | 52° 22' 18" NB, 4° 54' 15" OL | 664    | Upload foto                                               |